# Хой (город)
Хой (перс. خوی‎, азерб. Xoy, курд. Xoy), Гер (арм. Հեր, Խոյ) — город на северо-западе Ирана, в провинции Западный Азербайджан севернее озера Урмия. Административный центр шахрестана Хой. Население — 184,4 тысячи человек, большинство населения азербайджанцы, есть также курды. Основа экономики района — сельское хозяйство: выращивание фруктов и зерновых. Важный центр лесной промышленности.

## История
Первые письменные упоминания о городе относятся к древним армянским текстам, в частности в книге VII века «Ашхарацуйц» Анании Ширакаци, город встречается под названием Гер и упоминается как административный центр 9-го гавара ашхара Парскахайк Великой Армении.
В античности часть провинции Парскаайк Великой Армении.

В древности через город проходил Великий Шёлковый Путь. Испанский историк XV века Руи Гонсалес де Клавихо во время путешествия в Самарканд писал: 
Здесь, у этого города Хой, кончается Верхняя Армения и начинается Персия; в городе живёт много армян… У этого города кончается Персия и начинается Армения.
В 1514 году у окрестностей города Хой произошла знаменитая Чалдыранская битва между османской и сефевидской армиями, увенчавшаяся победой османского султана Селима I. 
В XVIII веке город был столицей Хойского ханства — феодального государства в Иранском Азербайджане, управлявшимся представителями тюркизированного курдского племени Дунбули до 1799 года. 
В начале XIX века неоднократно занимался русской армией в ходе многочисленных русско-персидских, а также русско-турецких войн.
С 1941 по 1946 был занят Красной Армией.
В конце 1980-х годов городом руководил будущий президент Ирана Махмуд Ахмадинежад.
28 января 2023 года в городе произошло 8 бальное землетрясение.

## Население
В прошлом город был населён преимущественно армянами.
Так, английский дипломат и специальный посланник при персидском шахе Джеймс Moриер, посетивший Хой в 1808 году, писал:
Здесь [в городе Хой] проживает около 10 000 душ, большинство из них армяне. Мусульмане живут в отдельном квартале.
В начале XX века Хой описывается как город с населением, колеблющимся между 20 и 35 тысяч человек, «за исключением небольшого числа армян, население мусульманское (персы и азербейджанские тюрки)…»

В Энциклопедии Гранат начала XX века приводятся следующие сведения о Хое и его населении: 
Хой, гор. в персидск. пров. Азербейджан на пути Тавриз-Эрзерум, ок. 25.000 жит., гл. обр. турков.
Чой (Хой), город в персидск. провинции Азербейджан, в том месте, где сходятся дороги от Тавриза на Ван, Эрзерум и Эривань, в густо населенной и сильно обработанной области, на высоте 1.200 м. Жители (около 25 тыс.), по бол. части татары, выделывают, м. пр., много медной посуды.
По состоянию на 2006 год население города оценивалось в 182 000 человек, преимущественно азербайджанцы и курды.